# Take It or Squeeze It
Albums de The Beatnuts
World Famous Classics: 1993-1998
(1999) Beatnuts Forever
(2001)
Singles
1. No Escapin' This
Sortie : 13 février 2001
2. Let's Git Doe
Sortie : 29 mai 2001

Take It or Squeeze It est le quatrième album studio des Beatnuts, sorti le 20 mars 2001.
L'album s'est classé 20e au Top R&B/Hip-Hop Albums et 51e au Billboard 200.

## Liste des titres
| No  | Titre                                                                    | Contient un (des) sample(s) de                                                                         | Durée |
| --- | ------------------------------------------------------------------------ | --- | ----- |
| 1.  | Intro                                                                    | | 0:58  |
| 2.  | It's da Nuts (featuring Al' Tariq)                                       | Mixed Drums d'Andy Loore Shaft in Africa de Johnny Pate Roxanne's Revenge de Roxanne Shanté            | 4:07  |
| 3.  | Prendelo (Light It Up) (featuring Tony Touch)                            | | 4:17  |
| 4.  | Contact (featuring Marley Metal, Chris Chandler et Lenny Underwood)      | Tapatapa de Janko Nilovic                                                                              | 4:00  |
| 5.  | Yo Yo Yo (featuring Greg Nice)                                           | Caféine de Jacques Loussier                                                                            | 3:58  |
| 6.  | If It Ain't Gangsta (featuring Black Attack et G-Wise)                   | | 3:43  |
| 7.  | No Escapin' This (featuring Greg Nice et Claudette Sierra)               | A Little Fugue for Me and You d'Enoch Light Off the Books des Beatnuts featuring Big Pun et Cuban Link | 4:16  |
| 8.  | Who's Comin' Wit Da Shit Na (featuring Willie Stubz et Angie)            | | 3:25  |
| 9.  | Let's Git Doe (featuring Fatman Scoop et Zhana)                          | | 3:58  |
| 10. | Hood Thang (featuring Miss Loca, Chris Chandler et Lenny Underwood)      | | 5:08  |
| 11. | Hammer Time (featuring Al' Tariq, Bloody Moon, Marley Metal et Problemz) | | 3:46  |
| 12. | U Don't Want It (featuring Triple Seis et Lenny Underwood)               | Sweet Things You Do de Mavis Staples                                                                   | 3:49  |
| 13. | Mayonnaise                                                               | Daydream de Bernard Wystraete                                                                          | 1:59  |
| 14. | Se Acabo (Remix) (featuring Method Man)                                  | How High de Method Man & Redman                                                                        | 3:32  |